# Духовщинка
Духовщинка — деревня в Хиславичском районе Смоленской области России. Входит в состав Череповского сельского поселения. Население — 14 жителей (2007 год).
Расположена в юго-западной части области в 14 км к северо-востоку от Хиславичей, в 13 км западнее автодороги А141 Орёл — Витебск, на берегу реки Духовая. В 13 км восточнее деревни расположена железнодорожная станция Васьково на линии Смоленск — Рославль.

## История
Деревня обозначена на Планах Генерального Межевания Смоленской Губернии (1780—1790) под названием Духовщина.
По списку населённых мест Смоленской губернии от 1859 года вероятней всего это сельцо Духовщинка(№ 9961) при ручьях Духовой и Смородинке, в нём числится 1 двор и 52 человека. Это согласуется с тем, что по карте 1871 года на этом месте обозначен Господский Двор Духовщинка.
По карте РККА 1924,1926 годов деревня Духовщина c 64 дворами.
В годы Великой Отечественной войны деревня была оккупирована гитлеровскими войсками в июле 1941 года, освобождена в сентябре 1943 года.
По данным справочника административного деления Смоленской области до 1954 года входила в Мадеевский сельсовет Стодолищенского района, после в Новоруднянский Хиславичского.